# Бахмутка (село)
Бахмутка — упразднённое село в Кербулакском районе Жетысуской области Казахстана. Упразднено в середине 1980-х годов.

## География
Располагалось в 8 км к северо-западу от села Талдыбулак (Калиновка), на левом берегу реки Терсакан.

## История
Село Бахмутское основано в 1912 г. По карте Генштаба 1983 г. выпуска в селе проживало 10 жителей. Упразднено в 1984 или 1985 гг., так как в справочнике «Казахская ССР. Административно-территориальное деление на 1-е января 1986 г.» населённый пункт с таким название уже не значится.

## Население
На карте 1983 г. в селе значатся 10 человек.